# Claus Pándi
Claus Pándi (* 1966 in Wien) ist ein österreichischer Journalist. Von 2009 bis 2018 leitete er das Innenpolitik-Ressort der Kronen Zeitung. 2018 wurde er Chefredakteur der Salzburg-Krone.

## Werdegang
Pándi arbeitete als Jugendlicher beim Carinthischen Sommer, wo er den Herausgeber der Kronen-Zeitung, Hans Dichand, kennenlernte. Dieser war auf der Suche nach jungen Talenten und soll den Journalismusbegeisterten eingeladen haben, für ihn zu arbeiten. Pándi nahm das Angebot an und durchlief zunächst mehrere Stationen als Redakteur in verschiedenen Ressorts, bis Dichand ihn 1987 nach Vorarlberg schickte. Es war jenes Bundesland mit den niedrigsten Leserzahlen, und Pándi sollte das ändern. Dichand hielt trotz Fehlschlags an ihm fest, er wurde mit der Leitung des Chronik-Ressorts betraut, 2009 sogar neuer Innenpolitik-Chef der Zeitung.
Pándis Führungsstil war und ist umstritten. Ihm wurde große Nähe zu SPÖ-Kanzler Werner Faymann nachgesagt, er war sogar in Vorbesprechungen im Kanzleramt eingebunden. Kritiker bezeichneten ihn deshalb sogar als „Hofschreiber“ der SPÖ bzw. ihres Kanzlers. Der steirische Landeshauptmann Franz Voves, der zu den Gegnern von Faymann zählte, wurde hingegen als „Kernöl-Sozialist“ verhöhnt und scharf kritisiert.
Als Chefredakteur der Salzburg-Krone folgte er Hans Peter Hasenöhrl nach.

## Privates
Pándi schottet sein Privatleben so von der Öffentlichkeit ab. Bekannt ist, dass seine Eltern im Jahr 1956 als ungarische Flüchtlinge nach Österreich kamen und er in bescheidenen Verhältnissen, großteils ohne Vater aufwuchs. Krone-Herausgeber Dichand soll für ihn ein Mentor gewesen sein. Bei den Kollegen außerhalb der Krone-Welt zeigt er sich „charmant, belesen und freundlich“, innerhalb der Krone-Mauern gilt er als „clever, begabt, als Marke – ein Teamspieler, eine Integrationsfigur ist er aber nicht“, schreibt etwa die Wiener Stadtzeitung Falter. Hans Dichand soll einmal über ihn gesagt haben: „Der Pándi ist einer, der hinter dir in die Drehtür reingeht und vor dir wieder rauskommt, ein typischer Ungar.“ Er  war in zweiter Ehe mit Angelika Feigl, Pressesprecherin von Bundeskanzler Werner Faymann, verheiratet; der spätere SPÖ-Kanzleramtsminister Josef Ostermayer war Trauzeuge.

## Publikationen
- Tja. In: Thomas Hofer, Barbara Tóth (Hrsg.): Wahl 2019. Strategien, Schnitzel, Skandale. Ecowin, Salzburg 2019, ISBN 978-3-7110-0254-9, S. 143 ff.
- Lainz – Pavillon V. Hintergründe und Motive eines Kriminalfalles. Ueberreuter, Wien 1989, ISBN 3-8000-3339-9.

## Auszeichnungen
- 2019: Lokaljournalist des Jahres (Salzburg)[4]